# Gmina Kęsowo
Die Gmina Kęsowo ist eine Landgemeinde im Powiat Tucholski der Woiwodschaft Kujawien-Pommern in Polen. Ihr Sitz ist das gleichnamige Dorf (deutsch Kensau) mit etwa 930 Einwohnern.

## Geschichte
Im Jahr 1920 fielen die Orte des Amtsbezirks Kensau durch den Versailler Vertrag an das wieder errichtete Polen.

## Gliederung
Zur Landgemeinde Kęsowo gehören zehn Dörfer (deutsche Namen bis 1945) mit einem Schulzenamt:
| - Adamkowo (Adamkowo) - Bralewnica (Bralewitz, 1942–1945 Wilhelmsflur) - Brzuchowo (Bruchau) - Krajenki (Krojanken, 1906–1945 Kraien) - Kęsowo (Kensau, 1939–1945 Groß Kensau) | - Ludwichowo - Nowe Żalno (Neu Sehlen) - Sicinki (Sicinny) - Siciny - Tuchółka (Tucholka) |

## Verkehr
Die Haltepunkte Piastoszyn und Żalno liegen an der Bahnstrecke Działdowo–Chojnice, der Haltepunkt Brzuchowo lag an der Bahnstrecke Tuchola–Koronowo.